# 愛南町コミュニティバス
愛南町コミュニティバス（あいなんちょうコミュニティバス）は、愛媛県南宇和郡愛南町を運行する自治体バス。愛称は「あいなんバス」。

## 概要
- 運賃は片道1回乗車100円。

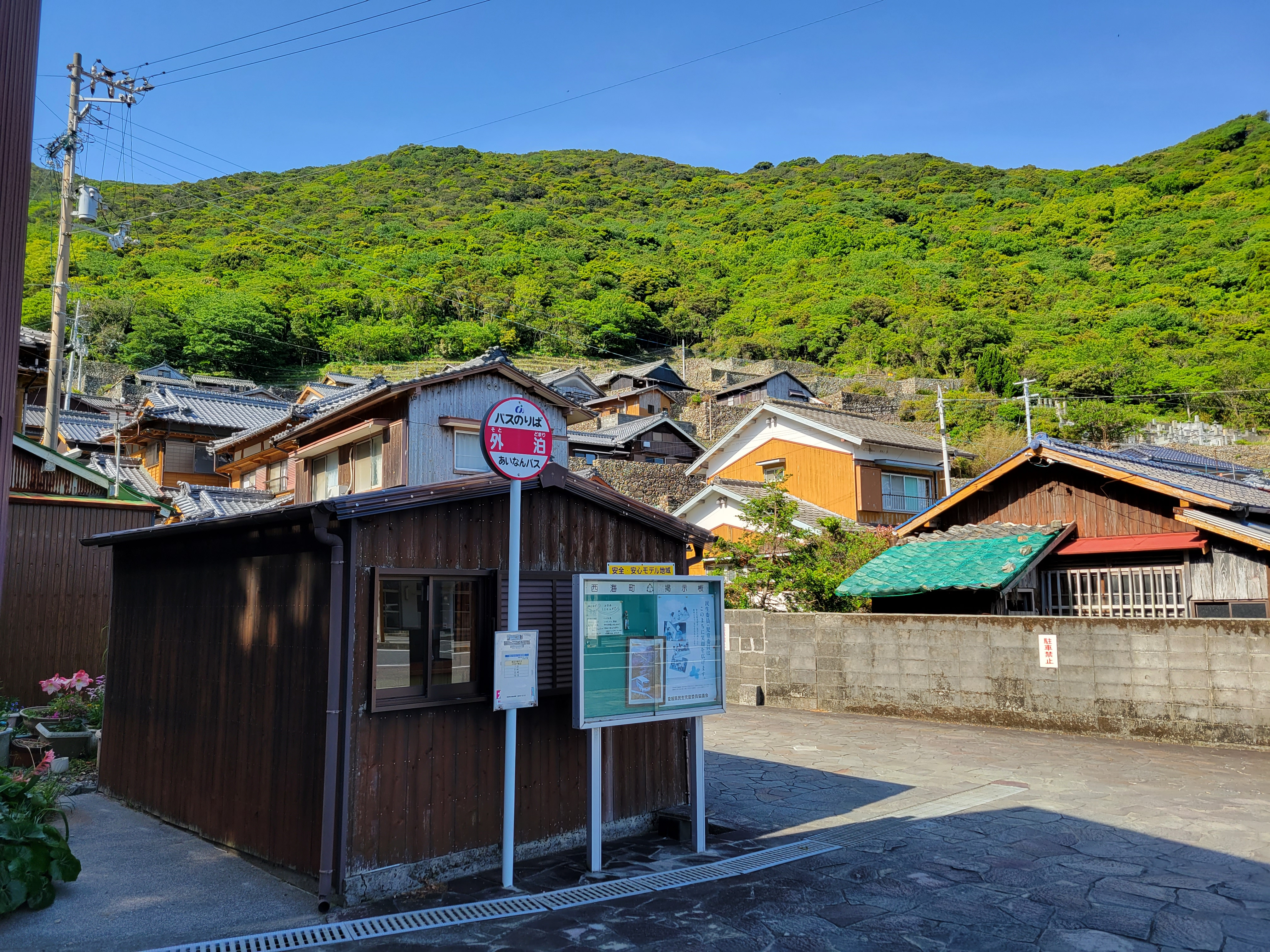
外泊バス停（2023年）

  - 利用者同伴の6歳以下の幼児は1人のみ無料に設定されている。
- フリー乗降制を採用しており、停留所以外でも乗降を行うことが出来る。但し、民間バス事業者が運行する区間などでは乗降が出来ない。
- 詳細の運行案内等は、#外部リンクのバス時刻表を参照のこと。

## 路線

### 敦盛･大僧都線
- 敦盛 - 岩水 - 城辺営業所 - 愛南町役場 - 南宇和病院 -　樋口 - 大僧都
  - 大僧都から敦盛へ行く便は城辺営業所に停車後、南宇和病院 - 愛南町役場 - 城辺営業所 - 岩水 - 敦盛で敦盛まで運行している。

### 増田･広見･上大道線
- 一本松支所 - 増田自転車置場 - 一本松支所 - 札掛 - 満倉小学校 - 南宇和病院 - 愛南町役場 - 満倉小学校 - 札掛 - 一本松支所
  - 月曜日･水曜日･金曜日のみ運行。

### 小山･正木･中川･満倉線
- 一本松支所 - 本村集会所 - 正木集会所 - 太田 -　正木集会所 - 本村集会所 - 一本松支所 - 中川コミュニティセンター - 岩水 - 中川コミュニティセンター - 一本松支所
  - 火曜日･木曜日･土曜日のみ運行。
  - 岩水で敦盛･大僧都線と接続。